# Dicranophragma (Dicranophragma) reverendum
Dicranophragma (Dicranophragma) reverendum is een tweevleugelige uit de familie steltmuggen (Limoniidae). De soort komt voor in het Oriëntaals gebied.